# Š’ S’-ming
Š’ S’-ming (čínsky pchin-jinem Shǐ Sīmíng, znaky 史思明, † 18. dubna 761) byl tchangský generál sogdsko-turkického původu. Sloužil na severovýchodní hranici, od roku 755, kdy se An Lu-šan vzbouřil proti tchangskému státu v povstání An Lu-šana, působil jako generál povstaleckých vojsk státu Jen. Roku 758 přechodně přešel na tchangskou stranu, následujícího roku se opět postavil proti Tchangům, zlikvidoval jenského císaře An Čching-süa a sám se prohlásil císařem. Znovudobyl Luo-jang, pak však jeho ofenzíva proti Tchangům uvázla a roku 761 byl zabit svým synem Š’ Čchao-im, který se obával o své postavení následníka. Š’ Čchao-i se poté stal čtvrtým a posledním jenským císařem.

## Jméno
Š’ S’-ming se původně jmenoval Š’ Su-kan (čínsky pchin-jinem Shǐ Sùgān, znaky 史窣干), změnou jména ho vyznamenal tchangský císař Süan-cung.

## Původ, služba v tchangské armádě
Š’ S’-ming se narodil začátkem 8. století v severovýchodním pohraničí tchangské říše, byl smíšeného turkicko-sogdijského původu. Sloužil v tchangské pohraniční armádě. Podle tradičního podání byl stejně starý jako An Lu-šan, v dětství se s ním přátelil a jako An Lu-šan ovládal „šest barbarských jazyků“ a působil jako tlumočník. Kanadský sinolog Edwin Pulleyblank příběh odmítl s tím, že jde o nevěrohodné klišé o hrdinovi, který začínal z nízkého postavení kriminálníka, navíc v paralelním příběhu přisouzené i An Lu-šanovi. Podle Pulleyblanka byl příběh souběžného života a vzestupu An Lu-šana a Š’ S’-minga sestaven po porážce povstání An Lu-šana, když byli v následujících desetiletích An Lu-šan a Š’ S’-ming v Che-peji uctíváni jako „Dva mudrcové“, resp. všichni čtyři císařové povstaleckého státu Jen (An Lu-šan, jeho syn An Čching-sü, Š’ S’-ming a jeho syn Š’ Čchao-i) jako „Čtyři mudrcové“.
V tchangské armádě v první polovině 50. let 8. století dosáhl generálské hodnosti ping-ma š’ v posádce v Pching-lu na severovýchodní hranici. Roku 751 se účastnil neúspěšného tchangského útoku na Kitany, při návratu se se svým oddílem téměř tři týdny schovával v horách, než se vrátil do Pching-lu. Jak později poznamenal, kdyby se vrátil dříve, An Lu-šan, rozzuřený z porážky svých vojsk, by ho nechal popravit (což byl osud těch An Lu-šanových generálů, kteří se z výpravy vrátili ihned).

## Generál v povstání An Lu-šana

Leden – únor 756: neúspěšné pokusy povstalců o rozšíření území na jihu a východě, dobytí Cheng-čou na severu a tím obnovení spojení Fan-jangu s Luo-jangem

Březen – červenec 756: tchangský protiútok v Che-peji, stabilizace fronty na jihu

Koncem roku 755 se vojska severovýchodu tchangské říše vzbouřila v povstání An Lu-šana. An Lu-šan s hlavními silami povstalců vytáhl od pohraničního Fan-jangu (moderní Peking) přes Che-pej na jih a dobyl tchangské vedlejší hlavní město Luo-jang, prohlásil se císařem říše Jen. Mezitím se počátkem roku 756 protchangští úředníci v Che-peji zorganizovali a v únoru 756 s 200 tisíci muži domobrany ovládli 17 krajů čou s 12 miliony obyvatel – to jest téměř celý Che-pej kromě severu kolem Fan-jangu a jihu v dosahu posádky Luo-jangu, čímž přerušili spojení rebelů s jejich základnou na severu. An Lu-šan vyslal do Che-peje armádu pod velením Š’ S’-minga a dalších generálů (Li Li-ťieho a Cchaj Si-teho). Š’ S’-ming s pomocí současného útoku povstaleckých sil z Fan-jangu, porazil tchangské loajalisty v Cheng-čou na západě Che-peje a obnovil spojení s Fan-jangem, nicméně zbytek Che-peje zůstal pod kontrolou tchangských sil. V březnu 756 Š’ S’-ming začal dobývat střední Che-pej, z Che-tungu mu však přes průsmyk Ťing-sing vpadla do zad tchangská armáda vedená generálem Li Kuang-pim, který dobyl Cheng-čou a tím opět přerušil spojení Fan-jangu s Luo-jangem. Š’ S’-ming na něj zaútočil, utrpěl porážku a ustoupil na sever do Ting-čou. V bitvě se Š’ S’-mingem byla obvyklá převaha povstalecké jízdy neutralizována taktikou Li Kuang-piho, který nepřátelskou jízdu dostal do kleští mezi své kopiníky a kušníky. Pod vlivem neúspěchů povstalců přešla dvacetitisícová posádka Pching-lu na tchangskou stranu. Tchangští loajalisté ve východním Che-peji začali zpět obsazovat kraje středního Che-peje, spojili se s Li Kuang-pim a ovládli celou oblast. Š’ S’-ming reagoval novým útokem a oblehl Li Kuang-piho v Cheng-čou. Li Kuang-pimu na pomoc z Che-tungu přišel s další tchangskou armádou Kuo C’-i. Oba tchangští generálové spojili své síly, které dhromady měly přes 100 tisíc mužů, a v polovině května 756 rozdrtili Š’ S’-mingovu armádu. Š’ S’-ming poté opět ustoupil do Ting-čou, zatímco jižnější Cheng-čou a Čao-čou držely tchangské armády a do následujícího krajského sídla na trase do Luo-jangu – Sing-čou – se stáhla část povstaleckých sil. Koncem června na armády Li Kuang-piho a Kuo C’-iho zaútočil Š’ S’-ming posílený oddíly z Fen-jangu a Luo-jangu, začátkem července byl však poražen u Ťia-šanu a stěží si zachránil život. Poté byl obležen v Ting-čou.

Červenec 756 – listopad 757: Povstalci dobývají Čchang-an, Tchangové ustupují na jiho- a severozápad. Neúspěšné tchangské pokusy o znovudobytí Čchang-anu, neúspěchy povstalců při snaze o postup na jih a východ. Povstání Li Lina na jihu.

Generál Ke-šu Chan s hlavní tchangskou armádou zatím vyčkával v opevněném průsmyku Tchung mezi Čchang-anem a Luo-jangem a sledoval neúspěchy rebelů v Che-peji. Povstalci se po ztrátě většiny Che-peje nacházeli v těžké situaci, An Lu-šan byl v Luo-jangu oddělen od své základny na severu, rozšířit ovládané území jihozápadním, jižním ani jihovýchodním směrem se mu nepodařilo, a proto dokonce zvažoval ústup „domů“ na sever do Fan-jangu. Císař Süan-cung povzbuzený tchangskými úspěchy v Che-peji přikázal Ke-šu Chanovi zaútočit na Luo-jang. Ke-šu Chan, podpořený Li Kuang-pim a Kuo C’-im, se odmítl vzdát výhody opevněné pozice, císař opakoval rozkaz a Ke-šu Chanovi nezbylo než jej splnit. V polovině července 756 vytáhl proti rebelům a po dvou dnech byla jeho armáda zaskočena a rozprášena v bitvě u Ling-pao. Povstalci obsadili průsmyk Tchung a mezi nimi a Čchang-anem nebyl nikdo, kdo by se jim mohl postavit na odpor. Císař Süan-cung reagoval útěkem do S’-čchuanu, zatímco jeho syn, korunní princ, odešel na severozápad do Ling-wu na Žluté řece. Zde se 12. srpna 756 prohlásil za císaře (znám je jako Su-cung). Vzhledem k diskreditaci režimu jeho otce byl nový císař tchangskými loajalisty bez problémů uznán. Su-cung a jeho dvůr se soustředil na znovudobytí Čchang-anu. Tchangské pokusy o útok v čchanganské oblasti na podzim 756 a na jaře 757 ale skončily s velkými ztrátami neúspěchem. Rebelové sice odrazili tchangská vojska, nerozšířili však významně své území a jejich pokusy o obsazení jižní Číny ztroskotaly.
Začátkem roku 757 byl An Lu-šan zavražděn svými důvěrníky, kteří trpěli jeho násilnickým a vznětlivým chováním. Na trůn říše Jen po něm nastoupil jeho syn An Čching-sü, který však neměl otcovu autoritu. Bývalé An Lušanovo okolí v Luo-jangu nového povstaleckého císaře podpořilo, ale generálové An Lu-šanovy generace velící posádkám v Che-peji, včetně Š’ S’-minga, se ke svému novému císaři stavěli chladně.

Listopad 757 – duben 759: Tchangové dobývají Čchang-an a Luo-jang (757), povstalci An Čching-süa obleženi v jižním Che-peji (758), povstalci v severním Che-peji (Š’ S’-ming) přecházejí na tchangskou stranu. Na jaře 759 úspěšný útok Š’ S’-minga proti Tchangům i An Čching-süovi.

Na podzim 757 na pomoc Su-cungovi Ujgurové poslali něco přes čtyři tisíce jezdců. Ujgury posílená tchangská armáda v čele s Kuo C’-im v říjnu 757 vytáhla na Čchang-an, 13. listopadu v bitvě u chrámu Siang-ťi (deset mil jižně od města) porazila rebely, a následující den Čchang-an obsadila. Tchangská ofenzíva pokračovala postupem na východ, vítězstvím v další bitvě (mezi průsmykem Tchung a Šan-čou) 30. listopadu a obsazením Luo-jangu 3. prosince 757. Bez podpory Š’ S’-mingových oddílů ze severního Che-peje byl An Čching-sü nucen ustoupit do Siang-čou (dnešní An-jang na severu Che-nanu). Tchangská vláda neměla prostředky na další ofenzivu, zastavila postup svých armád a soustředila se na obnovu hlavních měst. An Čching-sü proto mohl zkonsolidovat své síly v jižním Che-peji. Rozpory mezi režimem An Čching-süa a Š’ S’-mingem vyvrcholily začátkem roku 758, kdy se Š’ S’-ming poddal tchangskému panovníkovi a byl jím potvrzen v držení právě ovládaného území.
Další tchangská ofenzíva začala v listopadu 758. Dvě stě tisíc vládních vojáků, doplněných ujgurským jízdním sborem, bylo rozděleno pod velení devíti ťie-tu-š’, které koordinoval eunuch Jü Čchao-en. Tchangská vojska porazila An Čching-süa v bitvě a oblehla ho v jeho sídle v Siang-čou. Obléhání trvalo celou zimu, na jaře si však tchangská strana – zřejmě vinou generála Li Kuang-piho – opět znepřátelila Š’ S’-minga, který se v lednu 759 prohlásil panovníkem státu Jen a přišel na pomoc obleženým. Š’ S’-mingova armáda, která byla údajně více než desetkrát slabší než spojená tchangská armáda, se 7. dubna setkala se spojeným tchangským vojskem, ve zmatku vyvolaném prašnou bouří se však armády rozpadly a po obnovení pořádku se tchangští vojevůdci – nedůvěřující si navzájem a jednotlivě nedostatečně silní proti rebelům – stáhli. Š’ S’-ming poté zavraždil An Čching-süa i s jeho nejvěrnějšími stoupenci a v květnu 759 se prohlásil císařem státu Velká Jen.

## Císař státu Jen

Duben 759 – říjen 762: Š’ S’-ming dobývá Luo-jang (759) a odráží Tchangy (761). Výměna císařů u povstalců (duben 761) a Tchangů (květen 762). Zeleně protitchangská povstání na jihu.

Tchangská vláda byla v šoku z neočekávaného zhroucení svých vojsk. Naopak povstalci zahájili útok. Na podzim 759 Š’ S’-ming překročil Žlutou řeku, obsadil Pien-čou a vytáhl na Luo-jang. Tchangský generál Li Kuang-pi město nehájil, ale usadil se v Che-jangu, 40 km severovýchodně na severním břehu Žluté řeky. Š’ S’-ming zabral Luo-jang, s Li Kuang-pim v zádech se však neodvážil postupovat dále na západ. Situace potom zůstala nějakou dobu stabilní. Povstalci neměli dost sil k útoku, ale ani tchangská vláda nebyla schopna shromáždit dostatek prostředků pro ofenzívu.
Na jaře 761 Š’ S’-ming zaútočil na tchangskou armádu u Luo-jangu a v dubnu 761 ji rozdrtil. Povstalecká ofenzíva se však zhroutila, když vzápětí Š’ S’-minga zavraždil jeho syn Š’ Čchao-i, který se stal dalším císařem státu Jen. Š’ S’-ming totiž zamýšlel jmenovat následníkem trůnu svého mladšího syna Š’ Čchao-čchinga, syna paní Sin, jmenované Š’ S’-mingem císařovnou, což jeho nevlastní starší bratr Š’ Čchao-i vnímal jako své ohrožení.
Změna panovníka oslabila povstalce, protože, podobně jako v případě An Čching-süa, ani Š’ Čchao-i neměl autoritu svého otce. V květnu 762 proběhla změna i na tchangském trůnu, když po smrti císaře Su-cunga převzal vládu jeho nejstarší syn Taj-cung. Začátkem května 762 zemřel i bývalý císař Süan-cung.

## Š’ Čchao-i a konec státu Jen
Š’ Čchao-i se neúspěšně pokusil získat na svou stranu Ujgury, kteří ale zůstali spojenci tchangské říše. Na podzim 762 Tchangové zaútočili ze tří směrů – jedna armáda posílená Ujgury táhla od Šan-čou na Luo-jang, druhá pod Li Kuang-pim postupovala ze středního Che-nanu a třetí útočila z jihovýchodu Šan-si. V listopadu u Luo-jangu Tchangové porazili jenskou armádu, načež Š’ Čchao-i prchl na východ. Povstalci měli i po porážce císařovy armády stále značné síly, ale rebelští generálové v Che-peji a severovýchodním Che-nanu dospěli k závěru, že jejich osobní zájmy jsou přednější než úspěch státu Jen a přecházeli na tchangskou stranu, přičemž byli Taj-cungem potvrzováni v držení svých území a vojsk. Š’ Čchao-i se tak dostal do izolace a v bojích s tchangskými vojsky byl vytlačován na sever, za stálého poklesu jeho sil. Začátkem roku 763 mu velitel posádky Fan-jangu odmítl otevřít brány, a nezbylo mu tak než prchnout na hranici s Kitany, kde zahynul, snad sebevraždou. Tím povstání skončilo.